# Chondrite CI
Ne doit pas être confondu avec Chondrite CL.
Les chondrites CI ou chondrites du type CI, parfois appelées chondrites C1, sont des météorites pierreuses appartenant aux chondrites carbonées. De toutes les météorites, leur composition chimique montre la plus grande affinité avec l'abondance élémentaire du Soleil (photosphère).

## Désignation
Le sigle CI signifie carbonaceous [of] Ivuna [type] (« carbonée [de type] Ivuna »), Ivuna (en) (région Songwe (en), Tanzanie) étant la localité type. Le sigle C1 signifie carbonaceous [of type] 1 (« carbonée [de type] 1 »), ce type faisant référence à la classification de Van Schmus-Wood.

## Histoire
Il existe très peu de chondrites CI, en 2021 le Meteoritical Bulletin Database en répertorie neuf, pour une masse totale d'environ 17 kg :
- la météorite d'Alais, tombée en 1806 près d'Alès (anciennement Alais) en France, dont des fragments ont été récupérés dans les communes voisines de Saint-Étienne-de-l'Olm et de Castelnau-Valence, pesant ensemble 6 kg ;
- la météorite d'Orgueil, tombée en 1864 à Orgueil, près de Montauban. Elle se désintégra en vingt morceaux pesant 14 kg au total ;
- la météorite de Tonk, tombée en 1911 près de Tonk dans le Rajasthan, en Inde. On n'en récolta que quelques fragments ne pesant au total pas plus de 7,7 g ;
- la météorite d'Ivuna, le lithotype, tombée en 1938 près d'Ivuna, en Tanzanie, fragmentée en trois morceaux pesant 705 g au total ;
- la météorite de Revelstoke, tombée en 1965 près de Revelstoke en Colombie-Britannique (Canada). Sa chute fut très brillante, mais il n'en resta que deux petits morceaux de 1 g ;
- les météorites Yamato 86029, Yamato 86737, Yamato 980115 et Yamato 980134, trouvées dans les monts Yamato, en Antarctique.

De 2014 à 2025, des analyses plus approfondies montrent que les météorites Yamato 86029, 86737, 980115 et 980134 ont subi un métamorphisme et qu'au moins certaines d'entre elles n'ont en fait aucun lien avec les météorites CI, ce qui ne laisse plus que les cinq CI1 « classiques » : Alais, Orgueil, Tonk, Ivuna et Revelstoke.
Pendant la mission Apollo 12 en 1969, une météorite est découverte sur la Lune ; d'abord classée CI, elle est par la suite reversée parmi les chondrites CM. En 2000, une chute survient au lac Tagish (Yukon, États-Unis) ; cette météorite fait partie des chondrites CI mais elle contient (contrairement aux autres) des chondres, elle est classée CI2.
En 2025, la météorite Oued Chebeika 002, découverte au Maroc en 2024 (plusieurs fragments, pour une masse totale de 420 g), est identifiée comme une sixième météorite CI1, très peu altérée, plus primitive encore qu'Alais, Orgueil et Ivuna, et indiscernable des échantillons ramenés de l'astéroïde Ryugu.

## Description
Les chondrites CI sont des roches très friables et poreuses, qui se désintègrent facilement pendant leur traversée de l'atmosphère terrestre. En conséquence, on n'a trouvé majoritairement que des petits fragments, un bon exemple étant la chute de Revelstoke qui fut très spectaculaire mais avec une récolte infime (même pas un gramme !). Les chondrites CI sont caractérisées par une croûte de fusion noire qu'il est très difficile à distinguer de la matrice de même couleur. La matrice est opaque et très riche en matière carbonée. En outre, elle recèle des minéraux noirs comme la magnétite et la pyrrhotite. Par endroits, des minéraux blancs riches en eau (comme les carbonates et les sulfates hydratés) sont incorporés.
Les chondrites CI se caractérisent le plus par l'absence des chondres reconnaissables. Les petits fragments de chondres et les inclusions minérales riches en calcium et en aluminium (en anglais calcium-aluminium rich inclusions – CAI) sont sans doute rares, mais elles existent.

## Minéralogie
La minéralogie des chondrites CI est dominée par une matrice fine, riche en phyllosilicates hébergeant carbonates, sulfates, sulfures et magnétite. Les chondrites CI montrent la minéralogie suivante.
Majoritairement :
- phyllosilicates très riches en eau, comme la montmorillonite et les minéraux apparentés à la serpentine.

Ferromagnésiens :
- olivine (forstérite avec fayalite Fa10 – 20) ;
- clinopyroxène ;
- orthopyroxène.

Tous les minéraux ferromagnésiens sont des grains à petite taille, équidimensionnels et automorphes, cristallisés à des températures élevées.
Oxydes :
- magnétite. Développée en framboïdes, sphérulites et plaques. Très abondant.

Sulfures :
- pyrrhotite ;
- cubanite. Intercroissance avec pyrrhotite ;
- pentlandite ;
- troïlite.

Minéraux d'altération hydrique :
- epsomite. Aux veines microscopiques ;
- vatérite.

Carbonates de calcium, de magnésium et de fer.
Sulfates hydratés de magnésium et de calcium.
Minéraux carbonés. Ils renferment des substances inorganiques et organiques :
- graphite ;
- diamant (microscopique) ;
- acides aminés ;
- hydrocarbures ;
- porphyrines.

Les minéraux ferromagnésiens sont isolés et ne possèdent aucune altération. Par contre, pour la genèse des phyllosilicates et des substances ressemblant à la serpentine, on admet l'altération hydrique agissant sur l'olivine et les pyroxènes riches en magnésium.

## Composition chimique
Les chondrites CI sont très riches en eau, elles en contiennent entre 17 % et 22 % (en masse). Leur grande porosité (jusqu'à 30 %) est probablement corrélée à ce fait. L'eau n'apparaît pas à état libre, mais fait partie de la structure des silicates hydratés. Une altération très forte à des températures basses (entre 50 et 150 °C)  – une caractéristique des chondrites CI – est indiquée par l'apparition de minéraux comme l'epsomite ou bien de carbonates et de sulfates. Certainement, l'eau traversa le corps parental par les fentes et les fissures existantes.
Le fer est présent avec 25 % (en masse), mais surtout à l'état oxydé (magnétite). Quelques sulfures de fer (pyrrhotite, cubanite, pentlandite et troïlite) sont présents, mais le fer élémentaire est absent. Le rapport Mg/Si de 1,07 est assez élevé. Seules les chondrites CV sont encore plus enrichies en magnésium. Avec une valeur de 0,057, les chondrites CI possèdent le rapport Ca/Si le plus bas de toutes les chondrites carbonées. Les isotopes de l'oxygène (δ 17O et δ 18O) montrent les plus hautes valeurs de toutes les chondrites carbonées. En même temps, le rapport δ 17O/δ 18O est comparable aux valeurs terrestres.
Les chondrites CI contiennent aussi 3,5 % (en masse) de carbone. Le carbone peut être d'origine inorganique (graphite, diamant et carbonates) ou organique (acides aminés, hydrocarbures, porphyrines et nucléobases). Les composants organiques sont de prime importance pour l'origine de la vie sur Terre.

## Paramètres physiques
À cause de leur porosité élevée, les chondrites CI possèdent une densité de seulement 2,2 g/cm3.

## Importance
Parmi toutes les météorites, les chondrites CI montrent la plus grande similarité avec l'abondance élémentaire de la nébuleuse solaire. Pour cette raison, elles sont désignées météorites primitives. Les éléments volatils comme le carbone, l'hydrogène, l'oxygène, l'azote et les gaz nobles sont appauvris dans les chondrites CI ; tous les autres éléments ont pratiquement la même abondance. Une autre exception est le lithium, qui est toujours enrichi dans les météorites (pendant la nucléosynthèse, le Soleil utilise le lithium pour produire des éléments plus lourds).
À cause de cette grande similarité, on normalise les échantillons en pétrologie envers les chondrites CI. Le rapport échantillon/chondrite est utilisé pour comparer l'abondance d'un élément avec l'abondance dans la nébuleuse solaire. Les valeurs > 1 indiquent un enrichissement, les valeurs <1 un appauvrissement envers la matière d'origine. Cette méthode est appliquée surtout dans les diagrammes en araignée pour les terres rares.

## Formation
Les chondrites CI et les chondrites CM, proches en composition, sont très riches en matière volatile, surtout en eau. On suppose qu'elles se formèrent dans la partie extérieure de la ceinture des astéroïdes, à une distance dépassant 4 UA. À cette distance se trouve la ligne des glaces avec une température ambiante de 160 K. Toute trace d'eau liquide se condense sous ces conditions et se conserve en devenant de la glace. Ainsi s'explique la grande similarité des chondrites CI avec les lunes glacées du Système solaire externe. De plus, il semble qu'il y ait une connexion entre les chondrites CI et les comètes ; comme les comètes, les chondrites CI  accrétèrent des silicates, de la glace, des autres substances volatiles et des composants organiques (voir : Comète de Halley).